# Mévoisins
Mévoisins est une commune française située dans le département d'Eure-et-Loir en région Centre-Val de Loire.

## Géographie

### Situation

Situation géographique
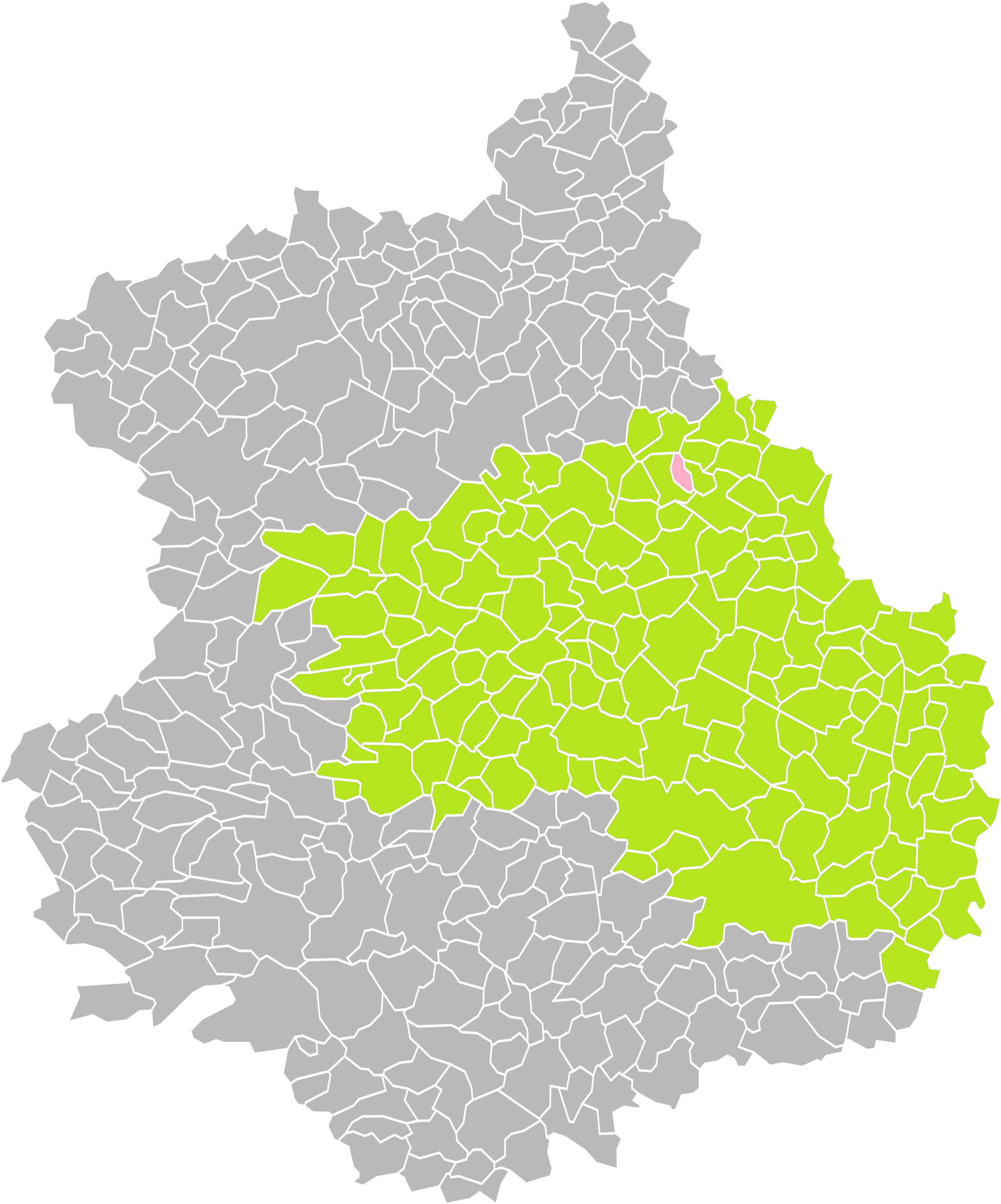
Mévoisins dans son arrondissement.
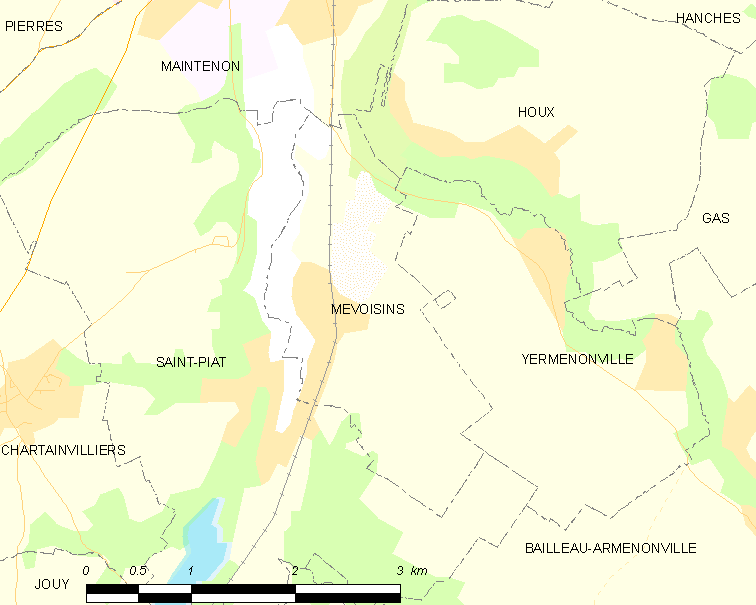
Carte de la commune de Mévoisins.

### Communes limitrophes
|            | Maintenon  | Houx          |
| Saint-Piat | Mévoisins  | Yermenonville |
|            | Saint-Piat |               |

### Hydrographie
La rivière l'Eure, affluent en rive gauche du fleuve la Seine, borde le territoire de la commune à l'ouest.

### Climat
Pour des articles plus généraux, voir Climat du Centre-Val de Loire et Climat d'Eure-et-Loir.
En 2010, le climat de la commune est de type climat océanique dégradé des plaines du Centre et du Nord, selon une étude du CNRS s'appuyant sur une série de données couvrant la période 1971-2000. En 2020, Météo-France publie une typologie des climats de la France métropolitaine dans laquelle la commune est exposée à un climat océanique altéré et est dans la région climatique  Sud-ouest du bassin Parisien, caractérisée par une faible pluviométrie, notamment au printemps (120 à 150 mm) et un hiver froid (3,5 °C). 
Pour la période 1971-2000, la température annuelle moyenne est de 10,6 °C, avec une amplitude thermique annuelle de 14,9 °C. Le cumul annuel moyen de précipitations est de 622 mm, avec 10,8 jours de précipitations en janvier et 7,8 jours en juillet. Pour la période 1991-2020, la température moyenne annuelle observée sur la station météorologique de Météo-France la plus proche, sur la commune de Houx à 3 km à vol d'oiseau, est de 11,2 °C et le cumul annuel moyen de précipitations est de 622,1 mm,. Pour l'avenir, les paramètres climatiques de la commune estimés pour 2050 selon différents scénarios d'émission de gaz à effet de serre sont consultables sur un site dédié publié par Météo-France en novembre 2022.

## Urbanisme

### Typologie
Au 1er janvier 2024, Mévoisins est catégorisée bourg rural, selon la nouvelle grille communale de densité à 7 niveaux définie par l'Insee en 2022.
Elle est située hors unité urbaine. Par ailleurs la commune fait partie de l'aire d'attraction de Paris, dont elle est une commune de la couronne,. 

### Occupation des sols
L'occupation des sols de la commune, telle qu'elle ressort de la base de données européenne d’occupation biophysique des sols Corine Land Cover (CLC), est marquée par l'importance des territoires agricoles (83,7 % en 2018), une proportion identique à celle de 1990 (83,7 %). La répartition détaillée en 2018 est la suivante : 
terres arables (65,8 %), zones urbanisées (10,9 %), zones agricoles hétérogènes (10,1 %), prairies (7,8 %), forêts (5,5 %). L'évolution de l’occupation des sols de la commune et de ses infrastructures peut être observée sur les différentes représentations cartographiques du territoire : la carte de Cassini (XVIIIe siècle), la carte d'état-major (1820-1866) et les cartes ou photos aériennes de l'IGN pour la période actuelle (1950 à aujourd'hui).

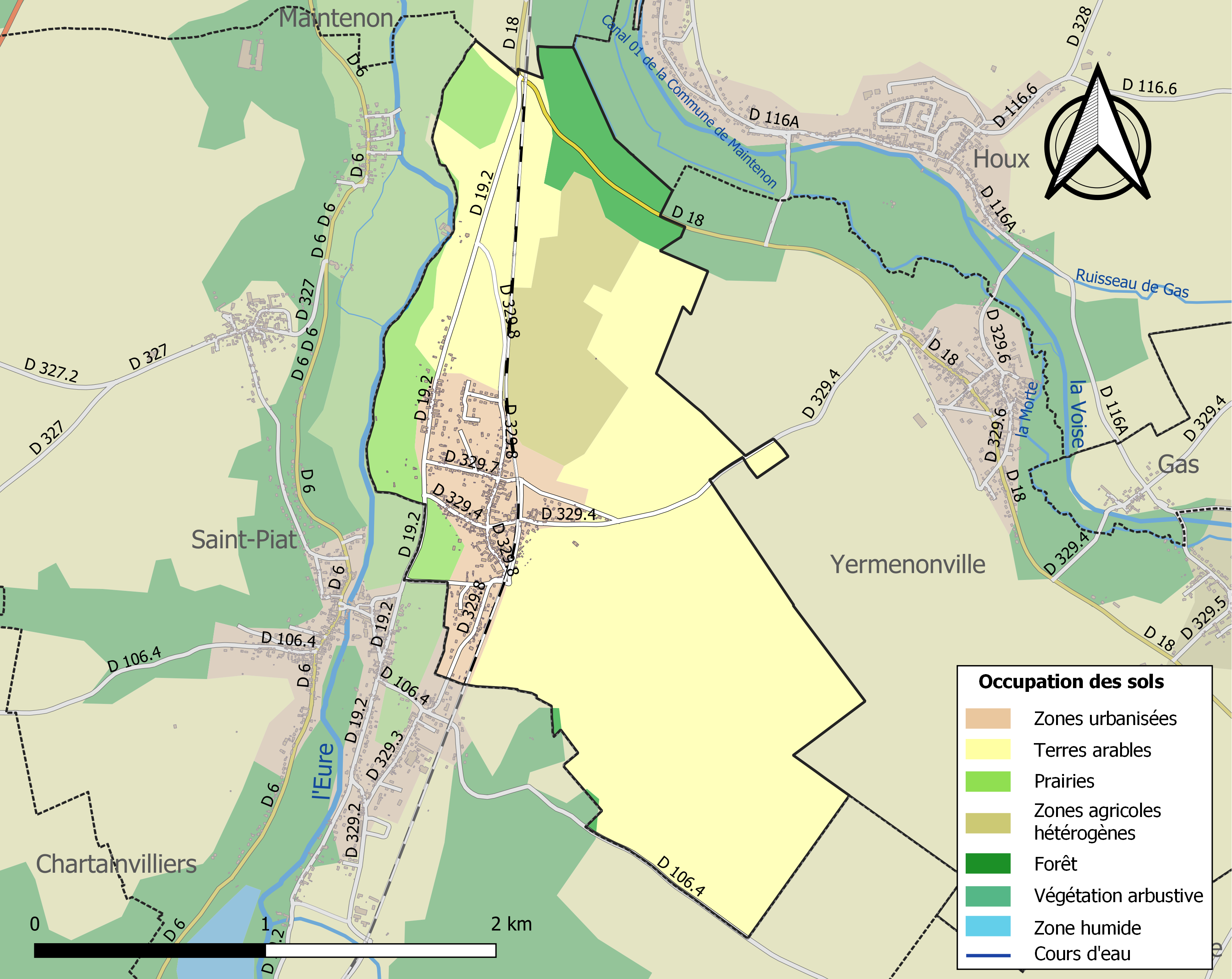
Carte des infrastructures et de l'occupation des sols de la commune en 2018 (CLC).

### Risques majeurs
Le territoire de la commune de Mévoisins est vulnérable à différents aléas naturels : météorologiques (tempête, orage, neige, grand froid, canicule ou sécheresse), inondationset séisme (sismicité très faible). Il est également exposé à un risque technologique, le transport de matières dangereuses. Un site publié par le BRGM permet d'évaluer simplement et rapidement les risques d'un bien localisé soit par son adresse soit par le numéro de sa parcelle.

#### Risques naturels
Certaines parties du territoire communal sont susceptibles d’être affectées par le risque d’inondation par débordement de cours d'eau, notamment le ruisseau de Saint-Cyr. La commune a été reconnue en état de catastrophe naturelle au titre des dommages causés par les inondations et coulées de boue survenues en 1995 et 1999,.

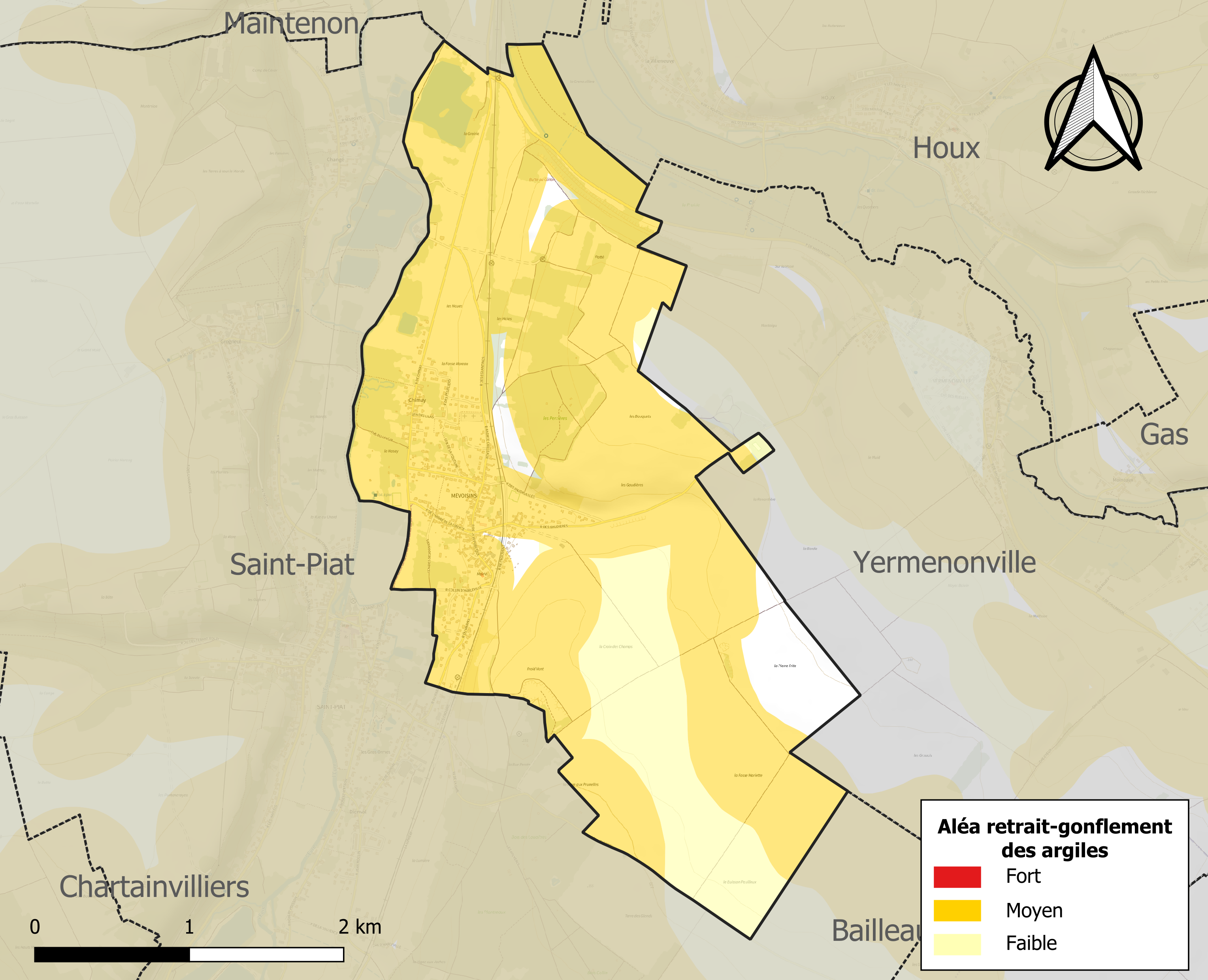
Carte des zones d'aléa retrait-gonflement des sols argileux de Mévoisins.

Le retrait-gonflement des sols argileux est susceptible d'engendrer des dommages importants aux bâtiments en cas d’alternance de périodes de sécheresse et de pluie. 80,1 % de la superficie communale est en aléa moyen ou fort (52,8 % au niveau départemental et 48,5 % au niveau national). Sur les 292 bâtiments dénombrés sur la commune en 2019, 286 sont en aléa moyen ou fort, soit 98 %, à comparer aux 70 % au niveau départemental et 54 % au niveau national. Une cartographie de l'exposition du territoire national au retrait gonflement des sols argileux est disponible sur le site du BRGM,.
Concernant les mouvements de terrains, la commune a été reconnue en état de catastrophe naturelle au titre des dommages causés par des mouvements de terrain en 1999.

#### Risques technologiques
Le risque de transport de matières dangereuses sur la commune est lié à sa traversée par des infrastructures routières ou ferroviaires importantes ou la présence d'une canalisation de transport d'hydrocarbures. Un accident se produisant sur de telles infrastructures est en effet susceptible d’avoir des effets graves au bâti ou aux personnes jusqu’à 350 m, selon la nature du matériau transporté. Des dispositions d’urbanisme peuvent être préconisées en conséquence.

## Toponymie
Le nom de la localité est attesté sous les formes Menvesin en 1209, Meinvoisin en 1250, Medius Vicini en 1300, Mevoisin en 1394, Mevoisins en 1493, Mevoisins en 1740, Mêvoisin au XVIIIe siècle.
Autrefois, Mansus Vincini, la manse étant une unité d’exploitation agricole du haut Moyen Âge, comprenant la maison d’habitation et son jardin, ainsi que les champs répartis dans les diverses soles du terroir (une sole est une pièce de terre soumise à l'assolement). C’est donc la « manse d’un certain vicinus ou voisin ».
Autres hypothéses : Du bas latin medianum vicinium, le « village qui est au milieu » ; ou magnum vicinim, « le grand village ».

## Politique et administration

### Liste des maires
| Période                                  | Période      | Identité            | Étiquette | Qualité  |
| ---------------------------------------- | ------------ | ------------------- | --------- | -------- |
| Les données manquantes sont à compléter. |              |                     |           |          |
|                                          | Mars 2001    | Guy Dubois          |           |          |
| Mars 2001                                | Juillet 2020 | Christian Bellanger | SE        | Retraité |
| Juillet 2020                             | En cours     | Ann Grönborg        |           |          |

## Population et société

### Démographie
L'évolution du nombre d'habitants est connue à travers les recensements de la population effectués dans la commune depuis 1793. Pour les communes de moins de 10 000 habitants, une enquête de recensement portant sur toute la population est réalisée tous les cinq ans, les populations de référence des années intermédiaires étant quant à elles estimées par interpolation ou extrapolation. Pour la commune, le premier recensement exhaustif entrant dans le cadre du nouveau dispositif a été réalisé en 2006.

En 2022, la commune comptait 622 habitants, en évolution de −0,32 % par rapport à 2016 (Eure-et-Loir : −0,23 %, France hors Mayotte : +2,11 %).
| 1793 | 1800 | 1806 | 1821 | 1831 | 1836 | 1841 | 1846 | 1851 |
| ---- | ---- | ---- | ---- | ---- | ---- | ---- | ---- | ---- |
| 262  | 291  | 342  | 375  | 344  | 355  | 353  | 406  | 376  |

| 1856 | 1861 | 1866 | 1872 | 1876 | 1881 | 1886 | 1891 | 1896 |
| ---- | ---- | ---- | ---- | ---- | ---- | ---- | ---- | ---- |
| 371  | 349  | 331  | 325  | 339  | 303  | 302  | 298  | 311  |

| 1901 | 1906 | 1911 | 1921 | 1926 | 1931 | 1936 | 1946 | 1954 |
| ---- | ---- | ---- | ---- | ---- | ---- | ---- | ---- | ---- |
| 298  | 289  | 285  | 256  | 268  | 251  | 279  | 303  | 266  |

| 1962 | 1968 | 1975 | 1982 | 1990 | 1999 | 2006 | 2011 | 2016 |
| ---- | ---- | ---- | ---- | ---- | ---- | ---- | ---- | ---- |
| 291  | 268  | 320  | 460  | 533  | 634  | 648  | 633  | 624  |

| 2021 | 2022 | - | - | - | - | - | - | - |
| ---- | ---- | - | - | - | - | - | - | - |
| 619  | 622  | - | - | - | - | - | - | - |

### Manifestations culturelles et festivités

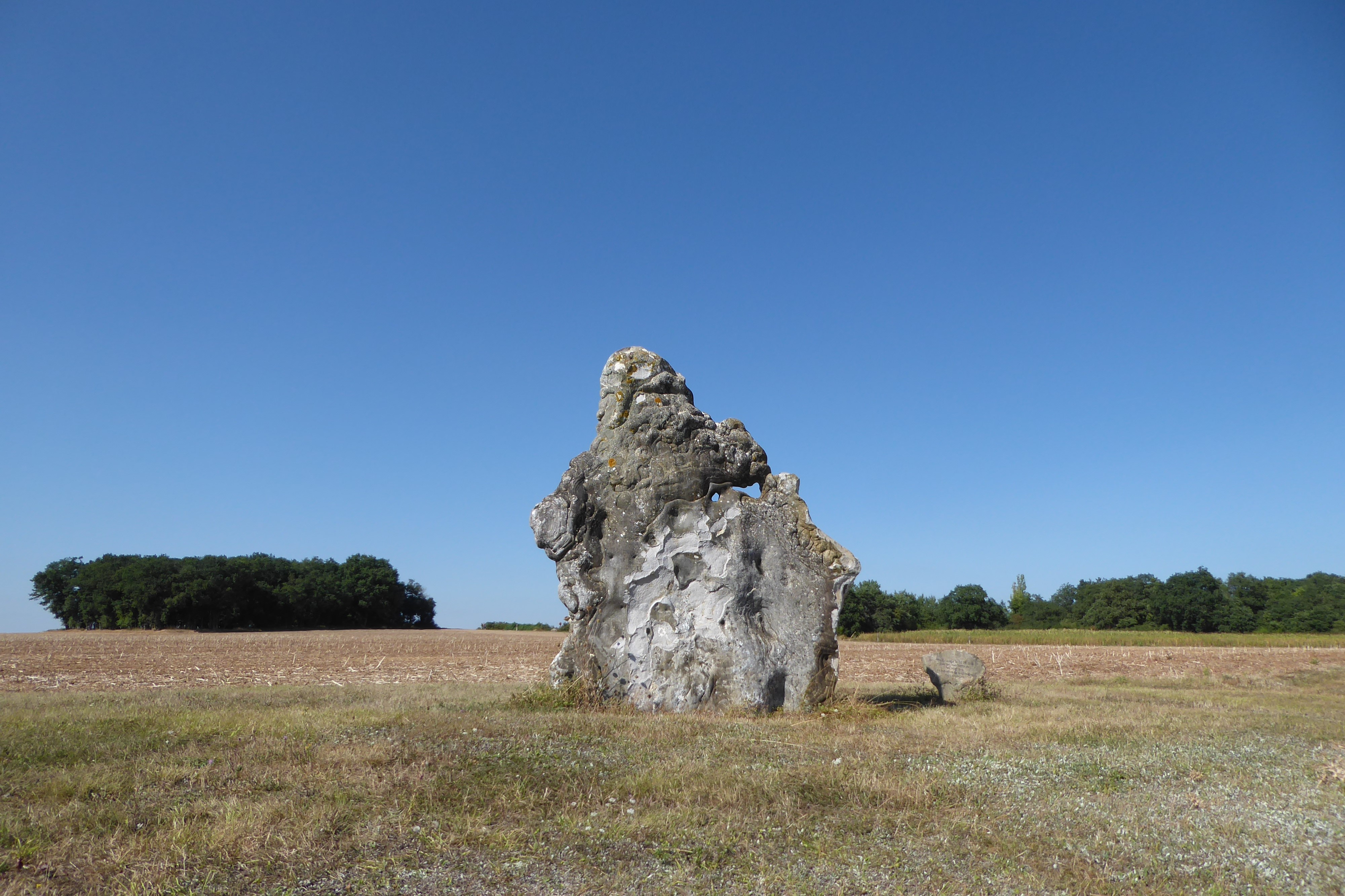
Menhir érigé en l'an 2000 par 200 volontaires. Hauteur : 4,20 mètres, masse : 10 tonnes.

En l'an 2000, sous l'impulsion de la municipalité et de Dominique Jagu, responsable du site mégalithique de Changé, un menhir de 10 tonnes est érigé au lieudit les Bouquets, à la seule force des bras de 200 volontaires.

## Culture locale et patrimoine

### Lieux et monuments

#### Église Saint-Hilaire
L'église Saint-Hilaire, bâtie aux XIe – XIIe siècles et remaniée aux XVIe – XVIIe siècles.

L'église Saint-Hilaire
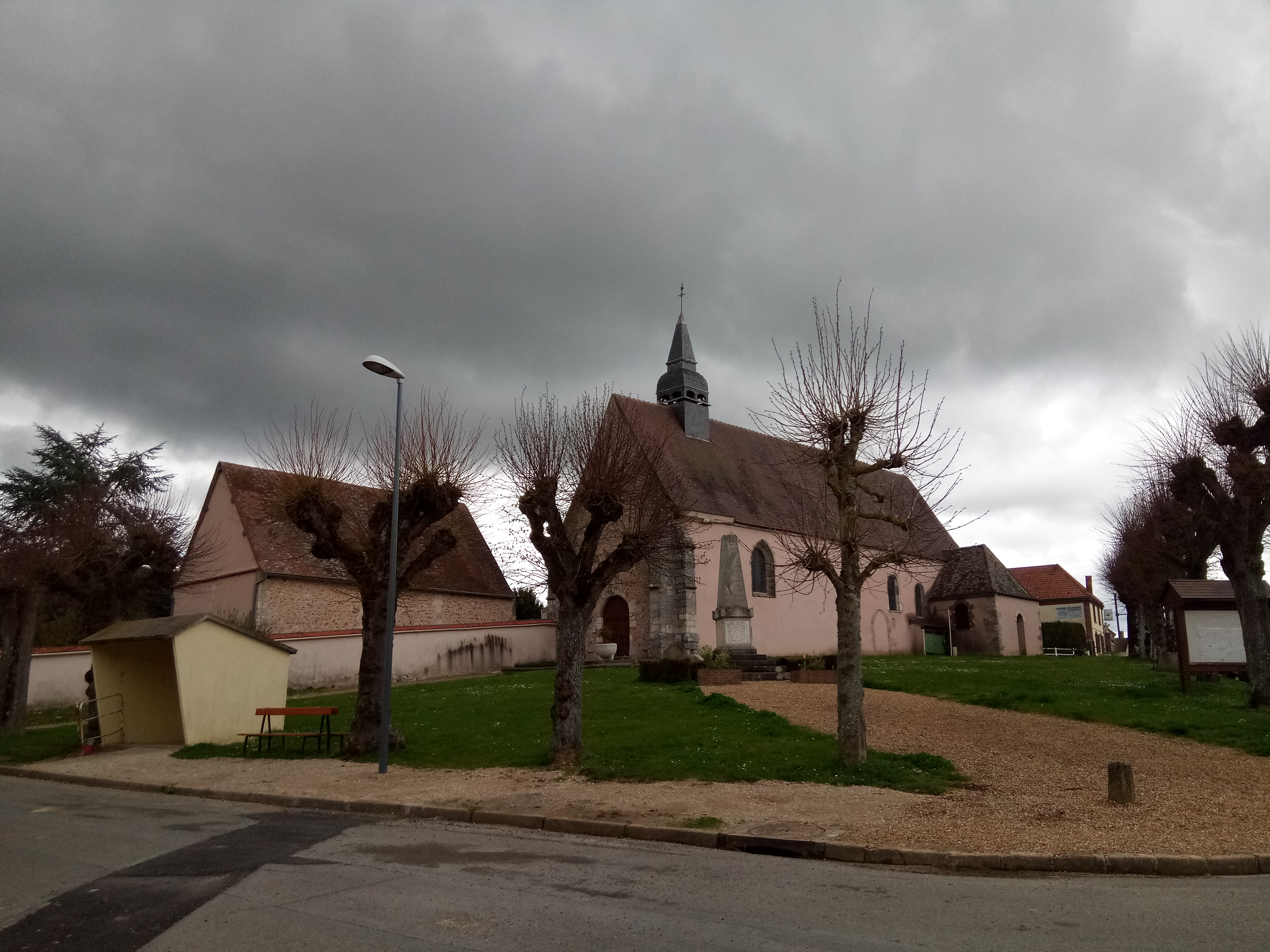
Vue générale
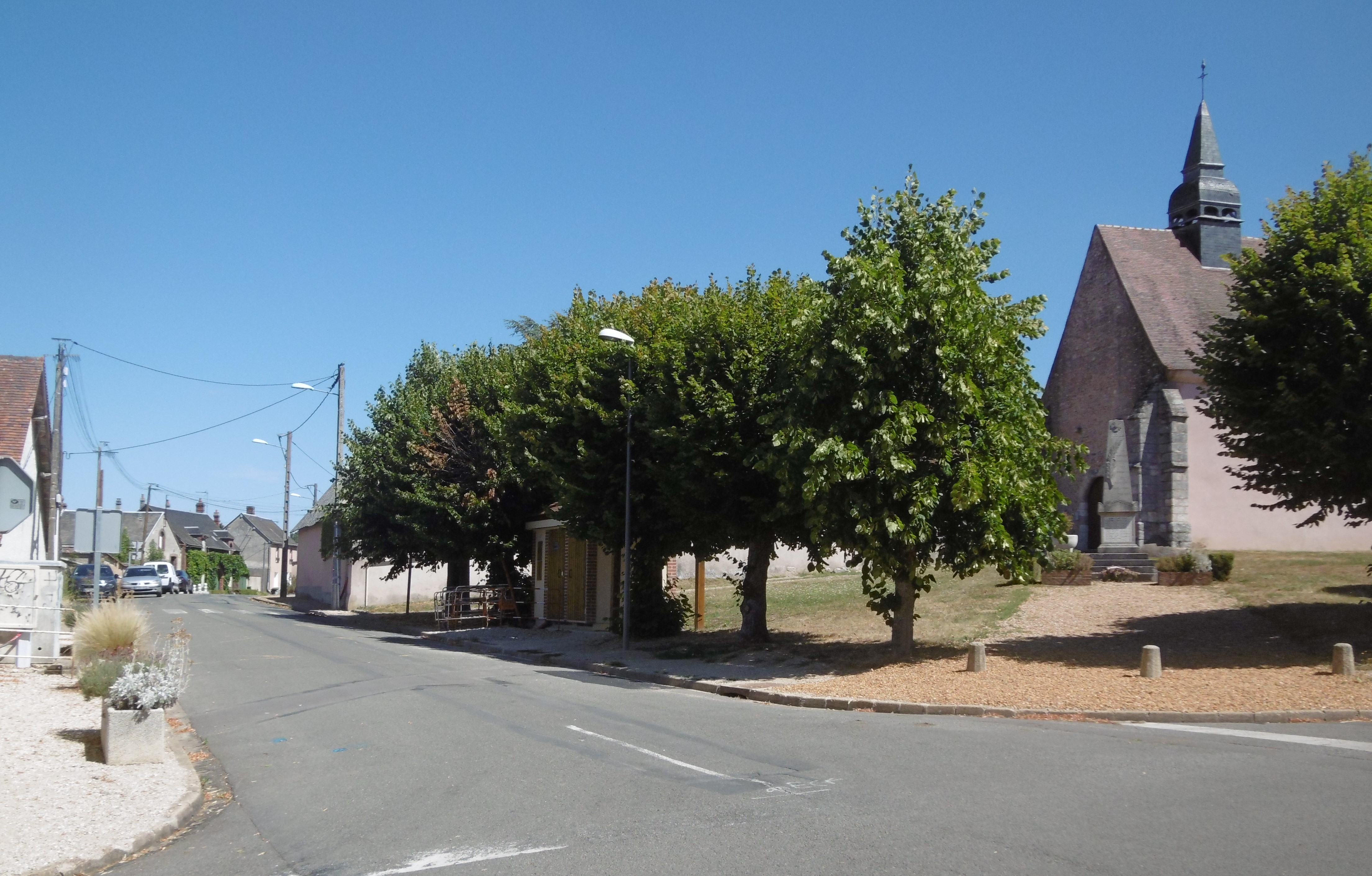
Entrée, mur sud et monument aux morts.
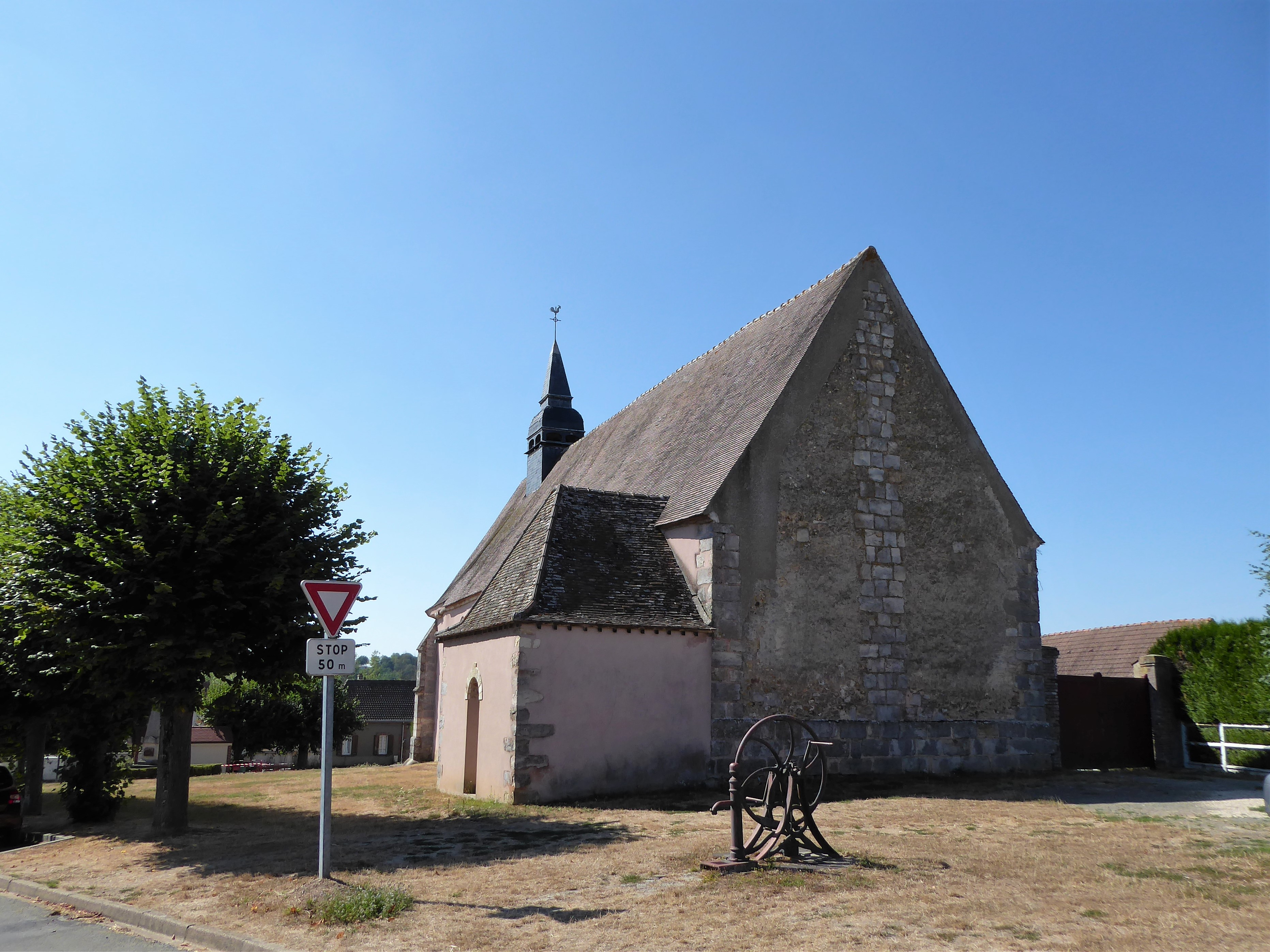
Chevet.
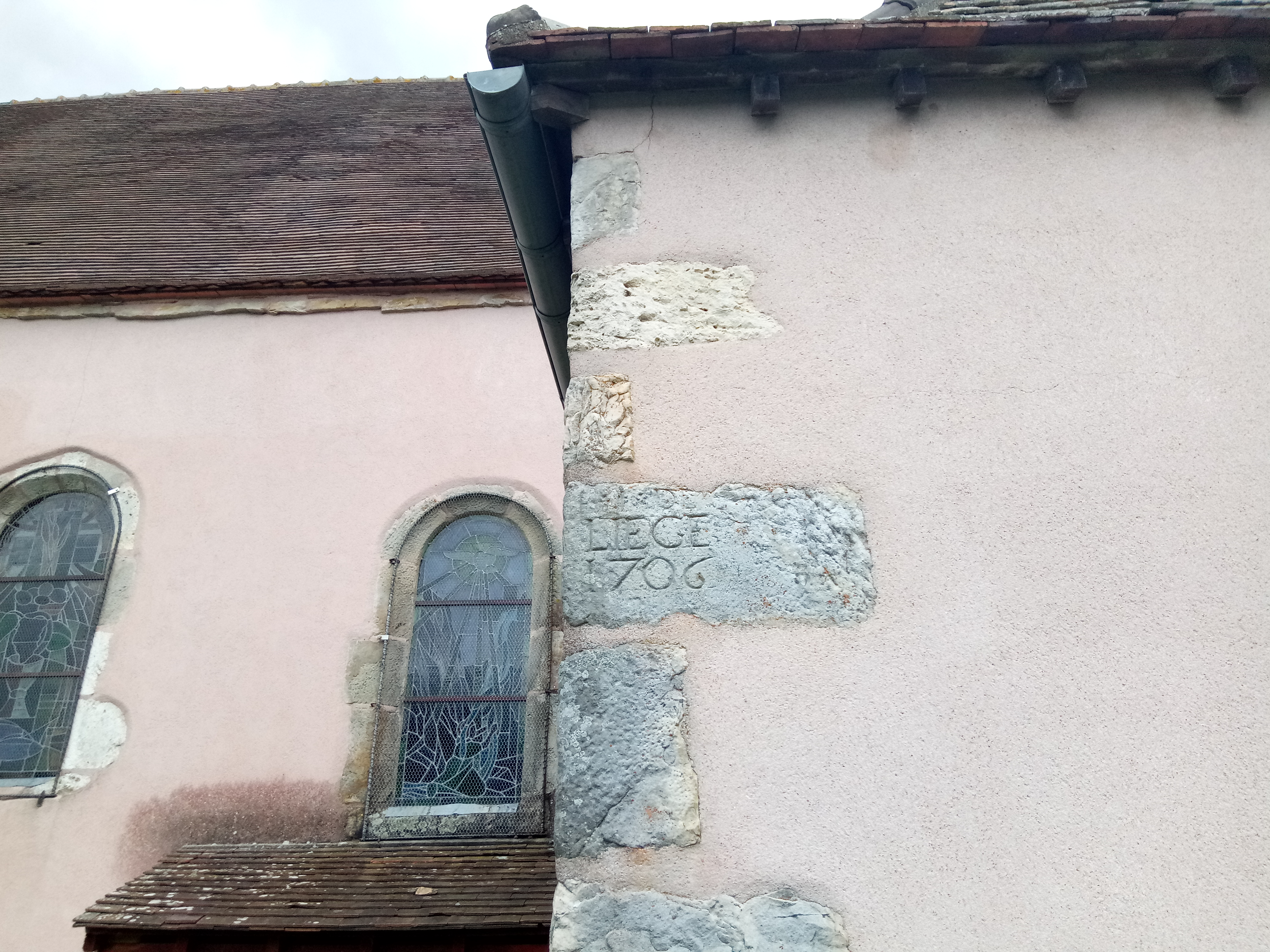
Gravure : « Liège 1706 ».

#### Autres lieux et monuments

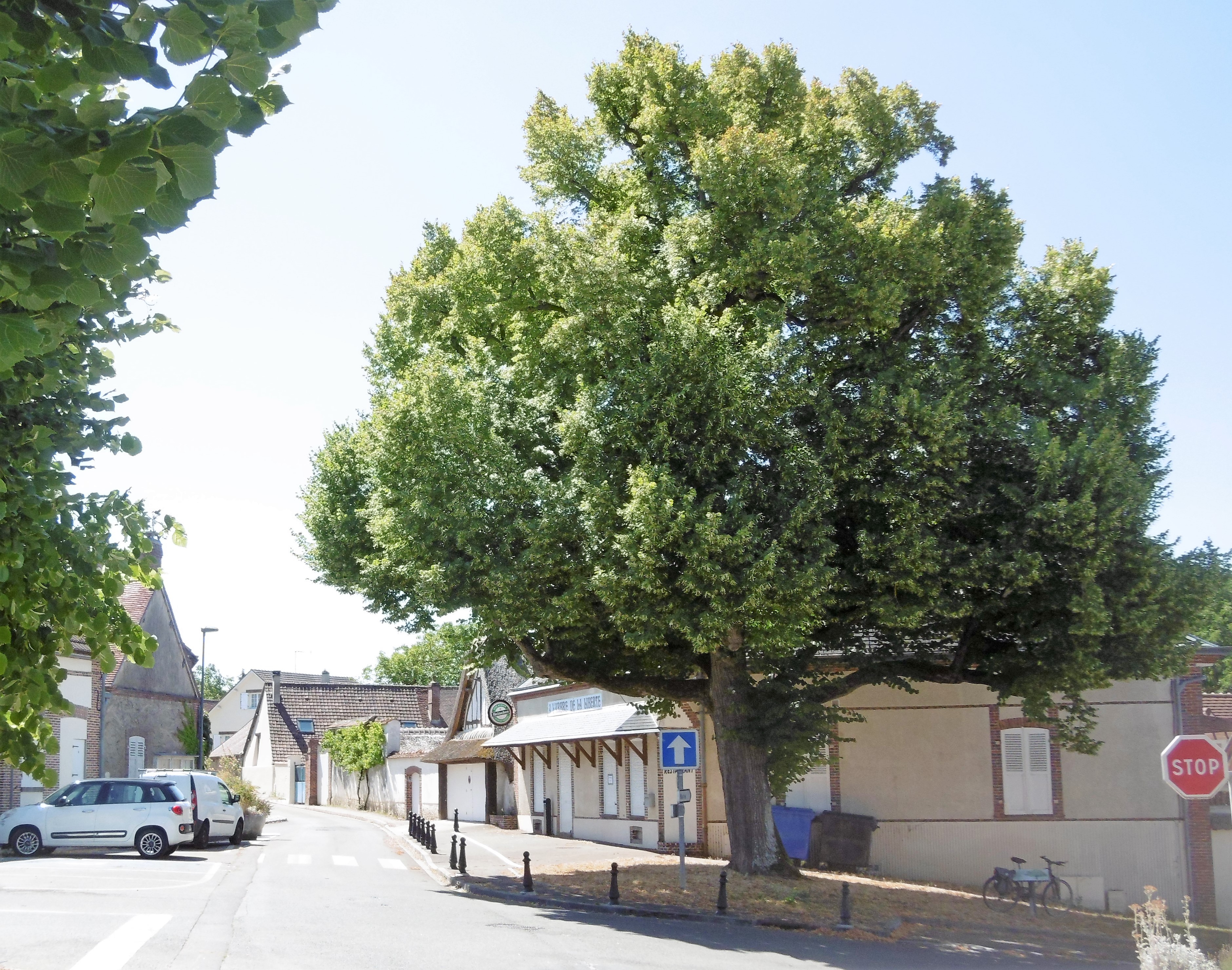
L'arbre de la Liberté et le café du même nom.

- Deux tilleuls, plantés en 1789 comme symbole de la Révolution[27],[Note 3] :
  - Rue de l'arbre de la Liberté, devant le café du même nom, hauteur 15 m, circonférence 2,95 m ;
  - Au bord de la voie ferrée, hauteur 19 m, circonférence 4,10 m.
- Le monument aux morts, placé devant l'entrée de l'église.

### Personnalités liées à la commune

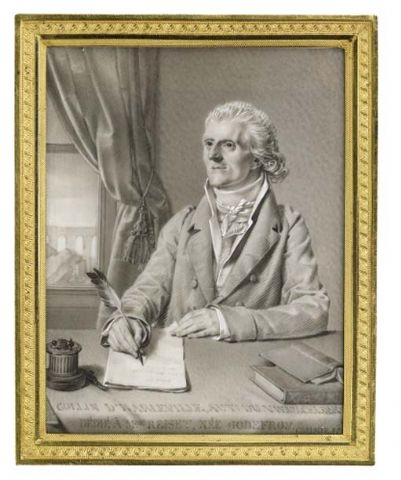
Jean-François Collin d'Harleville par Jean-Jacques Karpff (1770-1829)

- Jean-François Collin d'Harleville (1755-1806) possédait une maison à Mévoisins, où il vécut. Avocat, auteur de comédies en vers et de notices historiques, poète, membre de l'Académie française, élu en 1803 au fauteuil 7 : il fut nommé à l'Institut dans la section de grammaire, par le Directoire (3e classe) le 15 décembre 1795 (dont il fut secrétaire) à la place de Garat qui avait refusé, mais les poètes le réclamèrent et l'élurent dans leur section. L'organisation de 1803 le fit entrer dans la deuxième classe où lui fut attribué le fauteuil de Michel-Jean Sedaine.

### Héraldique
| Blason de Mévoisins | Blason  | D'or à l'arbre abaissé au naturel.               |
| Blason de Mévoisins | Détails | Le statut officiel du blason reste à déterminer. |